# Diplazium melanopodium
Diplazium melanopodium är en majbräkenväxtart som beskrevs av Antoine Laurent Apollinaire Fée.
Diplazium melanopodium ingår i släktet Diplazium och familjen Athyriaceae. Inga underarter finns listade i Catalogue of Life.